# Хронологія донних відкладів

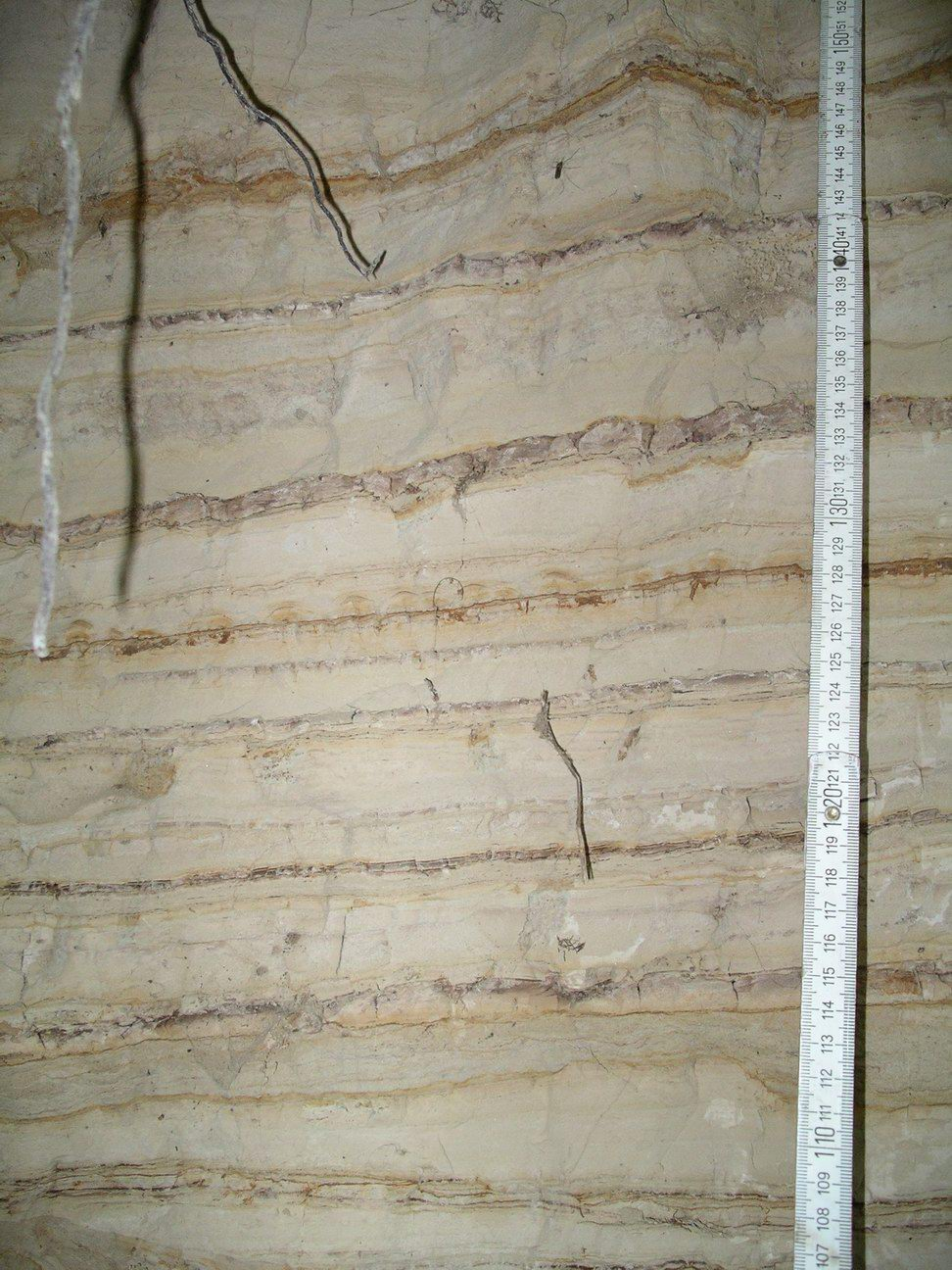
Відслонення стрічкових глин в районі міста Еберсвальде, Німеччина. Накопичення потужних світлих шарів відбувалося в «літній» період, тонких темних — в «зимовий».

Хроноло́гія до́нних ві́дкладів (варвохронологічний метод, метод де Геєра, хронологія шарів намулу) — геологічний метод визначення віку, який базується на підрахунку шарів донних осадових відкладів озер, морів або річок, відомих як стрічкові глини і подібних до них осадів. 
Умовою застосування методу є наявність сезонної шаруватості осадової товщі, коли протягом року формується декілька шарів, які відрізняються, як правило, механічним складом і забарвленням, подібно до річних кілець дерев. Виділення таких пар або т. зв. варвів (англ. varv) та їх підрахунок дозволяє визначити тривалість накопичення осадів та їх відносний вік. Виявлення кореляції між товщинами шарів отриманих в різних розрізах дозволяє встановлювати відповідність між віком шаруватих осадів у межах регіону. Абсолютний вік шаруватих донних відкладів, як правило, визначається з допомогою альтернативних методів датування.
Варвохронологія є унікальним інструментом, який дозволяє визначати вік подій, що відбувалися десятки тисяч років тому з роздільністю в один рік.

## Історія вивчення

### Ранні дослідження
Відклади з циклічно повторюваними шарами були добре відомі у Швеції. Термін «стрічкові глини» (швед. Hvarfig lera) вперше з'являється на геологічних картах вже у 1862 році.
Згодом, завдяки роботам Герхарда де Геєра, це шведське слово стало використовуватися у багатьох мовах для позначення шаруватих донних відкладів.
В 1882 році де Геєр вперше висловив гіпотезу, згідно з якою стрічкові глини демонструють сезонні зміни в характері осадонакопичення і кожна пара шарів відповідає одному рокові. В 1884 році він публікує роботу, в якій наводить дані, отримані для трьох розрізів, які містили 16 річних шарів, і демонструє принципову можливість зіставлення послідовності шарів, отриманих в різних розрізах. Тоді ж він постулює можливість створення на базі подібних зіставлень неперервної геохронологічної шкали, але його початкова оцінка масштабів цієї роботи передбачала роботу кількох поколінь геологів.
В 1889 році Арвід Хьоґбом вказав на відмінності у вмісті карбонатів кальцію і магнію в «зимових» і «літніх» шарах, які він пов'язав із сезонними змінами геохімії Балтійського моря.

### Шведська геохронологічна шкала
В 1904 році де Геєр виявив послідовність стрічкових шарів разюче схожу на ті, які він описував двадцять років до того, хоча відстань між розрізами складала 3 кілометри. Стрічкові глини, які описував де Геєр, були сформовані в умовах прильодовикової водойми, яка існувала в період деградації останнього зледеніння у впадині Балтійського моря і прилягаючих територіях. Провівши серію вимірювань, де Геєр впевнився, що при русі з півдня на південь слідом за передбачуваним відступанням фронту льодовика він втрачав крок за кроком шари з основи в іншому ідентичних розрізів, всього 12 шарів на 4 кілометри. Це дозволило стверджувати що фронт льодовика в досліджуваному районі відступив на 4 кілометри за 12 років. В 1905 році де Геєр організує масштабне дослідження із залученням студентів Уппсальського і Стокгольмського університетів, в ході якого був побудований профіль шарів стрічкових глин на дистанції 500 кілометрів від Стокгольму до Ємтланду, який охоплював 1073 роки. Вивчення стрічкових глин дозволило точно встановити швидкість дегляціації на всій території центральної Швеції, але не давало абсолютних оцінок віку подій.
Як «нульовий рік» був прийнятий шар в основі розрізу на території астрономічної обсерваторії Стокгольму. Першу спробу дати абсолютну оцінку віку прильодовикових стрічкових глин де Геєр зробив у 1909 році, досліджуючи відклади спущеного в 1796 році озера Рогунда. Накопичення осадів в озері відбувалося в умовах різких сезонних коливань складу осаджуваного матеріалу завдяки гірсько-льодовиковому живленню. Вже до 1911 року стало зрозуміло, що початкові дані містять помилку (накопичення стрічкових шарів у озері завершилось задовго до його спуску), але це дослідження довело принципову можливість встановити неперервну послідовність між льодовиковими глинами прильодовикових водойм і аналогічними осадами, накопичення яких відбувалося в озерах і річкових долинах в післяльодовиковий період.
Оцінка абсолютного віку шведської геохронологічної шкали була виконана в 1938 році асистентом де Геєра Рагнаром Ліденом при вивченні постгляцыальних шаруватих відкладів річки Онгерманельвен, відкритих ним же ще в 1913 році.

### Зростання і спадання популярності варвохронологічних досліджень
Після доповіді де Геєра на X Міжнародному геологічному конгресі в Стокгольмі в 1910 році дослідження стрічкових глин починають проводитися в різних регіонах світу.
Видатні результати були отримані Матті Саурамо, який в роботах 1918 і 1923 року побудував геохронологічну шкалу, аналогічну шведській для південної Фінляндії (район Салпаусселькя).
Після вивчення відкладів у долині річки Далельвен в 1915 році, де ним були виявлені ідентичні послідовності шарів на відстані понад 85 кілометрів, де Геєр стає значно менш консервативнішим у підході до зіставлення віддалених один від одного розрізів. Виходячи з глобального характеру кліматичних коливань, які визначили параметри річних шарів, він вважає, що виявлення ідентичних послідовностей дозволяє синхронізувати між собою різні хронологічні шкали незалежно від відстані між ними. З цього моменту він ставить своєю метою пошук «телесполучень», які дозволять побудувати єдину глобальну геохронологічну шкалу на основі виявлення кореляції між послідовностями донних відкладів. Починаючи з 1920 року він сам або його співробітники здійснили ряд експедицій з метою вивчення донних відкладів у різних регіонах світу: де Геєр, Лінден і Ернст Антвес в Північній Америці (1920), Ерік Норін в Гімалаї (1924–1925), Ерік Нільсон в Південній Африці (1926–1928) і Карл Кальденіус, Патагонії (1925–1929) і Новій Зеландії (1932–1934). Результати цих досліджень де Геєр узагальнив у великій підсумковій роботі Geochronologia Suecica, Principles (1940) виданій ним незадовго до смерті.
В 1938 Ерік Фром проводить вимірювання вмісту різних видів діатомових водоростей і пилку дерев в кожному зі стрічкових шарів, що дозволяє встановити абсолютні датування змін солоності в Балтійському морі і поширеності різних порід дерев відповідно.
В 1930-ті роки в результаті отриманих де Геєром в ході зіставлення віддалених розрізів були виявлені численні помилки, а сама концепція «телесполучень» зазнала критики й була визнана неправильною. Невдовзі після видання Geochronologia Suecica, Principles стала очевидною необхідність першої із численних ревізій Шведської геохронологічної шкали.
Ці обставини певною мірою сприяли зниженню довіри до методів варвохронології в цілому протягом декількох наступних десятиліть. Відкриття методу радіовуглецевого датування в 1949 році дало альтернативний інструмент отримання абсолютних датувань. Інтерес до досліджень донних відкладів упав, а фокус досліджень змістився від досліджень хронології дегляціації до хронології окремих континентальних озер.

### Сучасний стан
Починаючи з 1970-х років інтерес до хронології донних відкладів відроджується. Це відбулося завдяки вдосконаленню технічних засобів та інструментів аналізу. Крім того, для оцінки сучасного антропогенного впливу на навколишнє середовище знадобилися дані про природні зміни параметрів середовища у минулому, які не могла дати коротка історія інструментальних спостережень. Починаючи з 1980-х років, коли стало очевидно, що абсолютні оцінки, отримані з допомогою радіовуглецевого методу, потребують калібрування, відроджується інтерес до використання донних відкладів для створення геохронологічних шкал (часто в комбінації з іншими методами).
Крім того, в пізньольодовикових відкладах недостатньо або відсутній матеріал для радіовуглецевого аналізу. В 1987 році завдяки  кернам з естуарію Онгерманельвен отримані нові результати, які дозволили встановити безпосередній зв'язок між відкладами прильдовикових водойм і сучасними шаруватими відкладами та підвищити точність і достовірність оцінок абсолютного віку шведської геохронологічної шкали.

## Генезис донних відкладів із сезонною шаруватістю

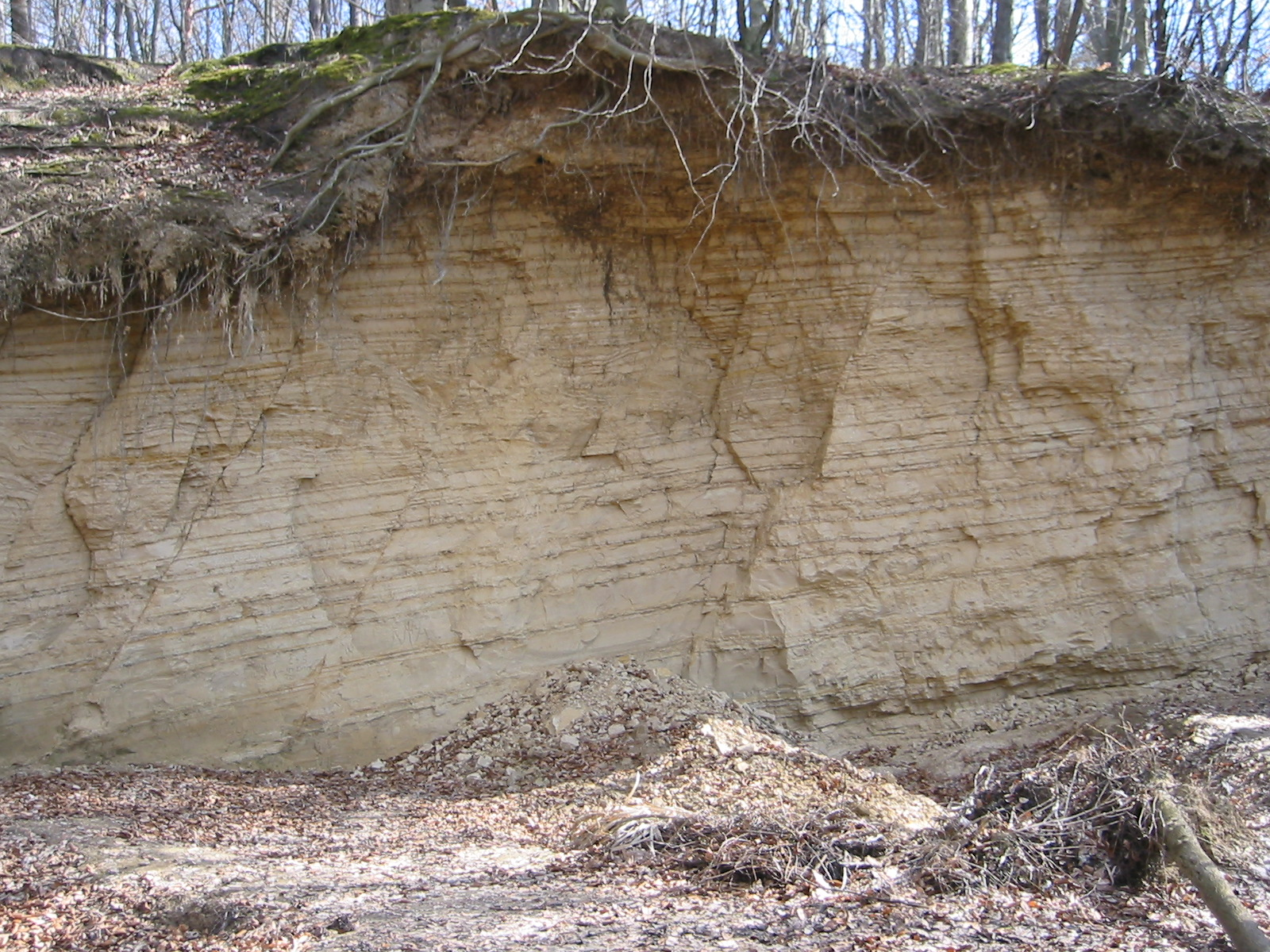
Відслонення стрічкових глин в районі міста Еберсвальде, Німеччина

В залежності від процесу, який домінує при формуванні сезонної шаруватості, виділяють наступні типи донних відкладів:
- механогенні або «класичні» шаруваті осади — стрічкові глини;
- осади з біогенною шаруватістю;
- осади з хемогенною шаруватістю.

### Стрічкові глини
Відклади, у яких сезонна шаруватість визначається, перш за все, відмінністю в механічному складі грубозернистих «літніх» і тонкозернистих «зимових» шарів (іноді, як додатковий фактор виступає забарвлення «зимових» шарів органічним матеріалом). Як правило, формується в арктичних або альпійських регіонах, де відсутність або бідність рослинного покриву сприяє інтенсивному механічному вивітрюванню.
В періоди інтенсивного танення льодовиків або снігового покриву навесні або влітку відбувається осадження грубозернистого матеріалу з утворенням світлого шару. Взимку, з одного боку, скорочується або припиняється надходження крупнозернистого матеріалу, а з іншого, за рахунок зниження інтенсивності руху води в замерзлій водоймі відбувається осадження тонкозернистого матеріалу, який раніше був наявний у вигляді суспензії.
Типові для внутрішньольодовикових і прильодовикових водойм (озер або морських басейнів).
Ту ж саму природу мають відклади устевих частин деяких річок. Поширені, наприклад, у північній Швеції, де завдяки швидкому ізостатичному підняттю земної кори відклади естуаріїв виявилися на суші, зазнали ерозії в процесі подальшого врізування річкової долини, що зробило їх доступними для вивчення.

### Осади з біогенною шаруватістю
Відклади, у яких сезонна шаруватість визначається зміною домінуючих типів органічних осадів, яка відображає життєвий цикл біотопу водойми. Протягом весни – початку літа активно розмножуються діатомові водорості, потім в кінці літнього періоду зелені та синьо-зелені водорості, в деяких випадках річну послідовність замикає повторний розквіт діатомових водоростей, відмінний за видовим складом від весняного. В осінньо-зимовий період відбувається осаджування забарвлених в темні кольори органогенних детритів, утворених водоростями, які розкладаються, і мінералогенних детритів, утворених продуктами вивітрювання, надходження яких активізується зимовим максимумом опадів. У весняно-літній період відбувається формування забарвлених у світлі кольори шарів за рахунок осаджування діатомей і, в деяких випадках, кальциту. Діатомеї зберігаються завдяки покривам з нерозчинного діоксиду кремнію. Карбонат кальцію надходить до водойми в розчиненому вигляді з продуктами хімічного вивітрювання карбонатних гірських порід. Осаджування кальциту відбувається частково за рахунок підвищення концентрації при випаровуванні в літній період, але в основному за рахунок підвищення pH водойми при вилученні розчиненої вуглекислоти в результаті активного розмноження фітопланктону. Поширений в регіонах з гумідним кліматом, де переважає хімічне вивітрювання.

### Осади з хемогенною шаруватістю
Відклади у яких сезонна шаруватість визначається осадженням розчинених мінералів (кальциту, арагоніту, гіпсу, галіту) при підвищенні солоності та кислотності водойм за рахунок інтенсивного випаровування в «літній» період (світлий шар) і надходження суміші мінералогенних і органогенних детритів у період надходження до водойми більшої кількості водних потоків у менш посушливий «зимовий» період (темний шар).
Поширені в регіонах з арідним і семіарідним кліматом.

### Збережуваність осадів із сезонною шаруватістю
Незважаючи на те, що умови для формування відкладів із сезонною шаруватістю широко поширені, придатні для досліджень послідовності зустрічаються порівняно рідко, оскільки існує ряд факторів, які перешкоджають збереженню шаруватих відкладів, які формуються:
- активність бентосних організмів, що перемішують донні осади;
- повторне збурювання відкладених частинок за рахунок руху води, викликаних вітром або температурними градієнтами в її товщі;
- придонні течії, що перешкоджають відкладанню матеріалу або спричиняють ерозію раніше накопичених товщ.

Збереженню донних відкладів з сезонною шаруватістю сприяє невелика площа поверхні озера у поєднанні з великою глибиною, а також безкисневі умови, що виникають за рахунок розкладання органічного матеріалу в придонних шарах, які не дозволяють розвиватися бентосу.

### Вік осадів з сезонною шаруватістю
Умови для формування осадів із сезонною шаруватістю виникали в попередні геологічні епохи. Наприклад, в Бразилії виявлені характерні добре збережені послідовності прильодовикових шаруватих відкладів, що відповідають пермському льодовиковому періоду, в Австралії — докембрійські осади, вік яких оцінюється в 650 мільйонів років.
В залежності від віку шаруваті донні відклади можна розділити на:
- сучасні відклади, накопичення яких продовжується в наш час, для яких абсолютний вік може бути встановлений безпосередньо варвохронологічними методами;
- відклади четвертинного періоду, накопичення яких припинилося, для таких відкладів оцінка абсолютного віку потребує застосування непрямих методів;
- відклади давніших геологічних епох, які не можуть бути використані для створення геохронологічних шкал.

## Методи варвохронологічних досліджень

### Виділення і підрахунок пар річних шарів
Характер осадів не завжди дозволяє достовірно оцінити кількість шарів:
- річні кільця занадто тонкі або недостатньо контрастно забарвлені;
- річні шари, навпаки, занадто потужні і декілька подій всередині одного сезону (наприклад, надходження великої кількості осаджуваного матеріалу зі зливами) можуть бути помилково інтерпретовані як декілька річних шарів;
- накопичення товщі шаруватих відкладів могло чергуватися з періодами, коли з тих чи інших причин накопичення осадів переривалось або вже накопичена товща осадів зазнала ерозії, таким чином частина послідовності може бути втраченою.

У випадках, коли шари недостатньо контрастно забарвлені або занадто тонкі, для точного визначення їх кількості застосовують мікроседиментологічні і мікропалеонтологічні методи досліджень.

### Визначення абсолютного віку послідовностей
По своїй природі донні відклади із сезонною шаруватістю є природною хронологічною шкалою з роздільністю в один рік.
Але така шкала є відносною, визначення абсолютного віку відкладів часто буває проблематичним. Винятками є відклади, накопичення яких припинилося в точно відомий час або продовжується донині.
Абсолютний вік шаруватих осадів може бути визначений безпосередньо: при наявності придатного органічного матеріалу — радіовуглецевим методом, для бідних органікою відкладів прильодовикових водойм залучають методи оптичного датування.
Але набагато частіше, особливо для класичних стрічкових глин, задача визначення абсолютного віку зводиться до зіставлення конкретних шарів досліджуваної послідовності з шарами інших послідовностей, для яких визначений абсолютний вік. Історично такі зіставлення виконувались на основі встановлення кореляції між відносною потужністю сезонних шарів у досліджуваних послідовностях. При зіставленні віддалених один від одного розрізів цей метод не вважається цілком надійним і доповнюється альтернативними методами, які зводяться до пошуку в досліджуваних послідовностях слідів керівних подій. Такими подіями можуть бути катастрофічні спуски прильодовикових озер, які супроводжуються формуванням «літнього» шару аномальної потужності та літологічного складу. Прикладом такої події може бути спуск Балтійського льодовикового озера, який дозволив встановити відповідність між шведською геохронологічною шкалою та аналогічною шкалою, побудованою для пізньольодовикових стрічкових глин Фінляндії. Керівними подіями можуть бути землетруси, які часто можна точно датувати завдяки порушенням шарів, накопичених до землетрусу або виверження вулканів, які викликають збагачення окремих сезонних шарів тефрою. Найважливіші результати, які дозволили переглянути абсолютні оцінки віку шведської хронологічної шкали, були отримані при застосуванні методів магнітостратиграфії до стрічкових глин басейну Онезького озера.
Можливість верифікації даних хронології донних відкладів з допомогою перерахованих незалежних методів значно підвищила надійність отримуваних оцінок і сприяла подальшій популяризації таких досліджень останніми десятиліттями.

## Результати
Шаруваті донні відклади можуть бути використані для визначення віку таких подій, як землетруси, виверження вулканів і цунамі, динаміки деградації льодовикового покриву. Наприклад, встановлений факт крупного землетрусу на території Швеції восени 10430 років тому. Магнітуда, оцінена за затуханням його слідів у стрічкових глинах на території 320×100 км, склала понад 8 балів за шкалою Ріхтера.
Методи варвохронології дозволяють датувати час і тривалість формування оз і кінцево-моренних гряд, а також швидкості ізостатичного підняття територій на коротких проміжках часу.
Зокрема, для центральної Швеції близько 10 тис. років тому були отримані унікальні оцінки швидкості підняття 40 см/рік.
Крім того, будучи природною дискретною шкалою, шаруваті донні відклади дозволяють кількісно оцінювати зміни природних умов у період їх накопичення: літологічний склад і потужність шарів дозволяє робити висновки про зміни клімату, пилок і скелети діатомових водоростей, виявлені в донних відкладах — про зміни рослинного покриву і солоність водойми відповідно. За частотою порушень, викликаних землетрусами, можна оцінити зміни сейсмічної активності в період накопичення осадової товщі, аналогічно може бути оцінена частота проявів вулканізму.
Донні шари озера Ван в Туреччині сягають 14570-літньої давності. Для регіону Айфель за донними відкладами встановлена хронологія останніх 23 000 років ( Меерферльдський маар, Хольцмаар), для озер Японії — за 45 000, а для Великого озера Монтикйо на Вультуре у Південній Італії — за 76 000 років.